# SCM Dunărea Giurgiu
Sport Club Municipal Dunărea Giurgiu, cunoscut ca Dunărea Giurgiu, este un club românesc de fotbal cu sediul în orașul Giurgiu, județul Giurgiu și care evoluează în prezent în Liga a III-a, al treilea eșalon al sistemului de ligi al fotbalului românesc.
Echipa a fost înființată în 1948 și până în vara anului 2010 a fost cunoscută sub numele de Dunărea Giurgiu. Apoi a fost redenumită Astra Giurgiu II după ce a fost cumpărată de Ioan Niculae, proprietarul echipei de Liga I Astra Giurgiu. În vara anului 2012, clubul a fost dizolvat după ce proprietarul său a decis să reducă cheltuielile. Apoi clubul a fost refondat în vara lui 2013 sub numele de CSM Dunărea Giurgiu.

## Lotul sezonului 2010–2011
| Nr. |         | Poziție | Jucător                 |
| --- | ------- | ------- | ----------------------- |
|     | România | P       | George Gavrilaș         |
|     | România | P       | Alin Dragne             |
|     | România | P       | Cătălin Neagu           |
|     | România | F       | Ștefan Odoroabă         |
|     | România | F       | Adrian Senin            |
|     | România | F       | Cătălin Gheorghe        |
|     | România | F       | George Șanțmare         |
|     | România | F       | Bogdan Topor            |
|     | România | F       | Răzvan Damian           |
|     | România | F       | Costel Ciocârlan        |
|     | România | F       | Crăciun Ionut Alexandru |
|     | România | F       | Alexandru Filip         |
|     | România | F       | Mircea Dobre            |

| Nr. |         | Poziție | Jucător            |
| --- | ------- | ------- | ------------------ |
|     | România | M       | Cristian Cojenel   |
|     | România | M       | Marian Stan        |
|     | România | M       | Petronel Comăneanu |
|     | România | M       | Daniel Ochia       |
|     | România | M       | Georgian Marcu     |
|     | România | M       | Maricuta Adrian    |
|     | România | M       | Thomas Adam        |
|     | România | M       | Marius Tigoianu    |
|     | România | A       | Ștefan Iordache    |
|     | România | A       | Daniel Bănaru      |
|     | România | A       | Mădălin Predoiu    |
|     | România | A       | Cătălin Costin     |
|     | România | A       | Bogdan State       |

## Transferuri intersezonale (vară)

Fază de joc din partida CSM Focșani - Dunărea Giurgiu (sezonul 2007/2008)

| Au venit: - Victoras Catarama (Astra Ploiești) - George Gavrilas (Astra Ploiești) - Valentin Sandu (Astra Ploiești) - Radek Oprsal (Astra Ploiești) - Eugen Crăciun (Astra Ploiești) - William Douglas De Amorim (Astra Ploiești) - Cristian Nemtescu (Astra Ploiești) - Adrian Senin (Astra Ploiești) - Crăciun Ionut Alexandru (Astra Ploiesti U18) - Ben Teekloh (Astra Ploiești) - Thiago Adan Fonseca (Astra Ploiești) - Georgi Kakalov (Astra Ploiești) | Au plecat: - Augustin Ivasca (liber de contract) - Tiberiu Paduraru (liber de contract) - Narcis Pascu (Nova Force Giurgiu) - Octavian Traistariu (liber de contract) - Stefan Iordache |

## Jucători reprezentativi
| Portari: | Fundași: | Mijlocași: | Atacanți: |
| --- | --- | --- | --- |
| - Narciz Coman ('70/'71) - Gheorghe Penescu ('64/70') - Răzvan Pleșca - Adrian John Ene ('04/'07) - Cristian Popescu - Sven Najemnik - George Barbu | - Gino Iorgulescu ('71/'75) - Sandu Cojocaru ('67/'74) - Alexandru Ghiță ('60/'69) - Marin Iacob - Dorin Toma ('97/'98) - Costel Ciocârlan ('05/'11) - Marinel Rusu - George Negură ('05/'07) - Marius Ardeleanu ('06/'07) - / N'Gassam Nana Falemi ('07/'08) | - Constantin "Bebe" Năsturescu ('52/'61) - Gheorghe Grozea - Viorel Leșeanu - Petre Buduru - Sandu Constantin - Petrișor Lungu - Mirel Grădinaru ('66/'74) - Florin Croitoru - Marius Croitoru - Arben Minga - Virgil Lascarache - Claudiu Vasile ('04/'09) - Cătălin Gheorghe ('04/'12) - Vasile Gheorghe ('06/'08) | - Grigore Cristache - Vasile Mustață - Cornel Ursu - Lucian Ianopol - Marian Savu (juniori) - Raul Rusescu ('06/'07) - Sabin Ilie ('07/'08) - Daniel Bănaru |